# Clogherhead
Clogherhead (in irlandese: Ceann Chlochair) è una cittadina nella contea di Louth, in Irlanda.